# Ла-Плань
Ла-Плань (фр. La Plagne) — горнолыжный курорт, находящийся во французском регионе Савойя, и располагающийся на высоте 1250-3250 метров над уровнем моря, 70 % трасс находятся выше 2000 метров. Принимает около 2,5 миллиона человек каждый сезон, являясь при этом самым посещаемым горнолыжным курортом в мире. Первая часть курорта — «Plagne Centre» (1 910 м.) — была открыта в декабре 1961 года.
Территория имеет трассы всех уровней — 19 черных, 34 красных, 74 синих и 9 зеленых. Также на территории есть 2 оборудованных ледника, сноупарк, 3 бордкросса, 2 тематические трассы, трасса для катания на санках. Курорты обслуживаются 77 подъемниками и канатной дорогой Вануаз Экспресс (фр. Vanoise Express).